# تناجر لامع الوجنتين
تناجر لامع الوجنتين (الاسم العلمي: Tangara dowii)، هو نوع من الطيور يتبع فصيلة التناجر ضمن رتبة العصفوريات.